# Adenakulturen

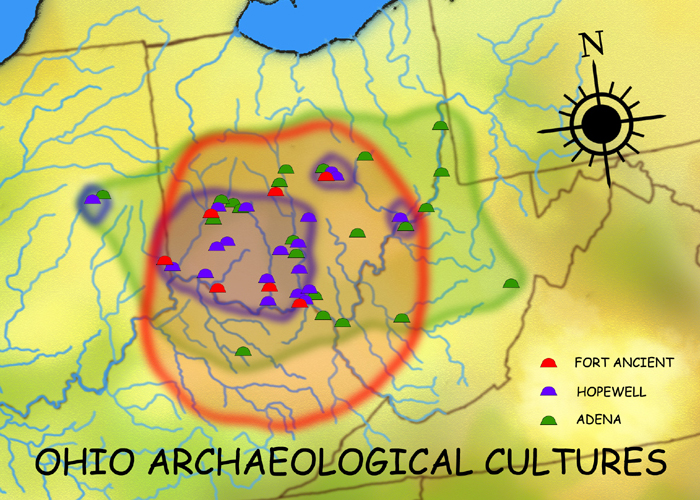
Arkeologiska kulturer i Ohio: Adenakulturen, Hopewellkulturen och Fort Ancient-kulturen.

Adenakulturen är den tidigaste högbyggarkulturen med centrum i Ohiodalen. Den anses som föregångare till Hopewellkulturen och uppstod troligen ca 1000 f.Kr och varade till ca 200 e.Kr.
Tidigare tillskrevs Serpent Mound Adenakulturen, men nu menar forskningen att den tillhör Fort Ancient-kulturen.

## Bildgalleri

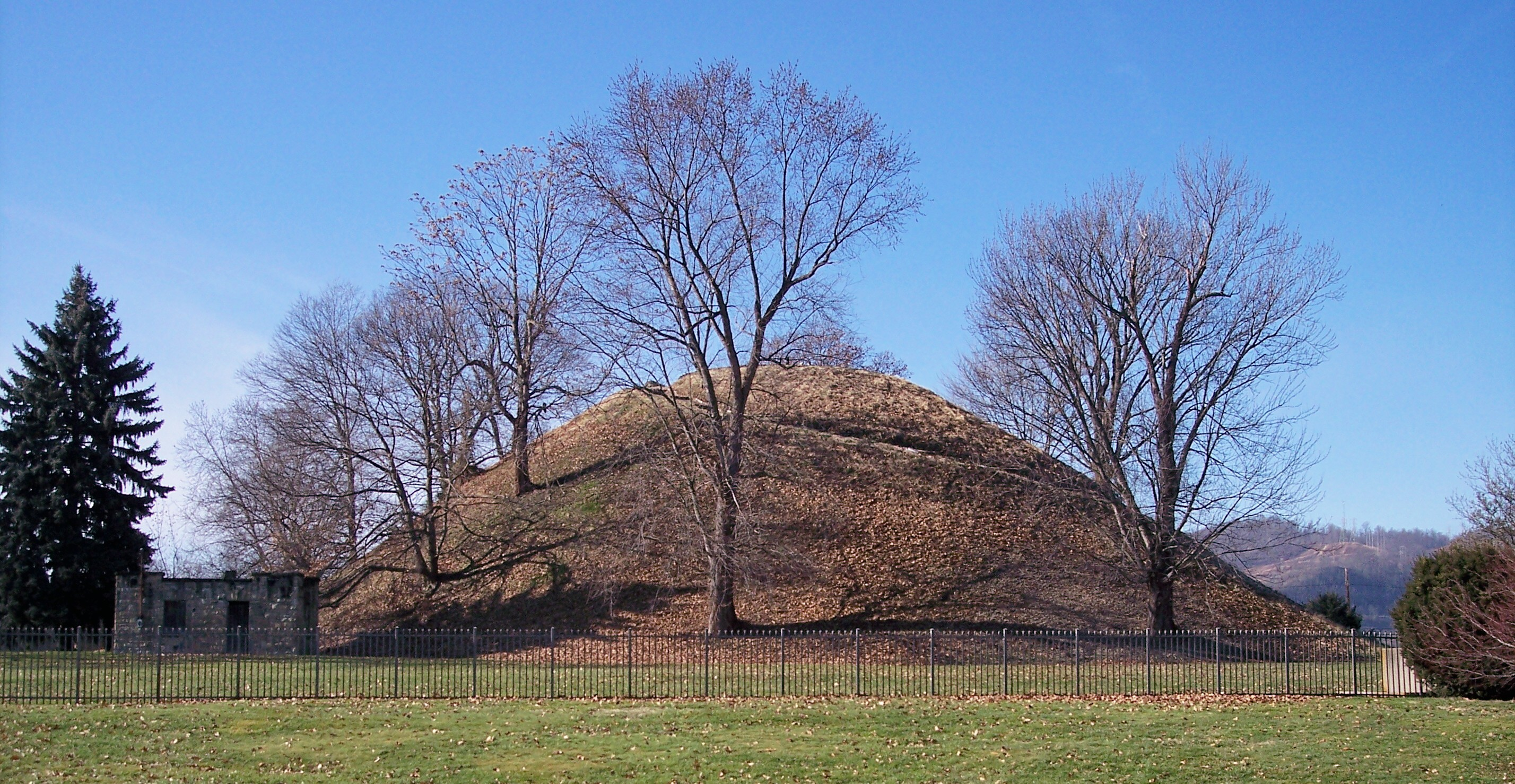
Grave Creek Mound i West Virginia.
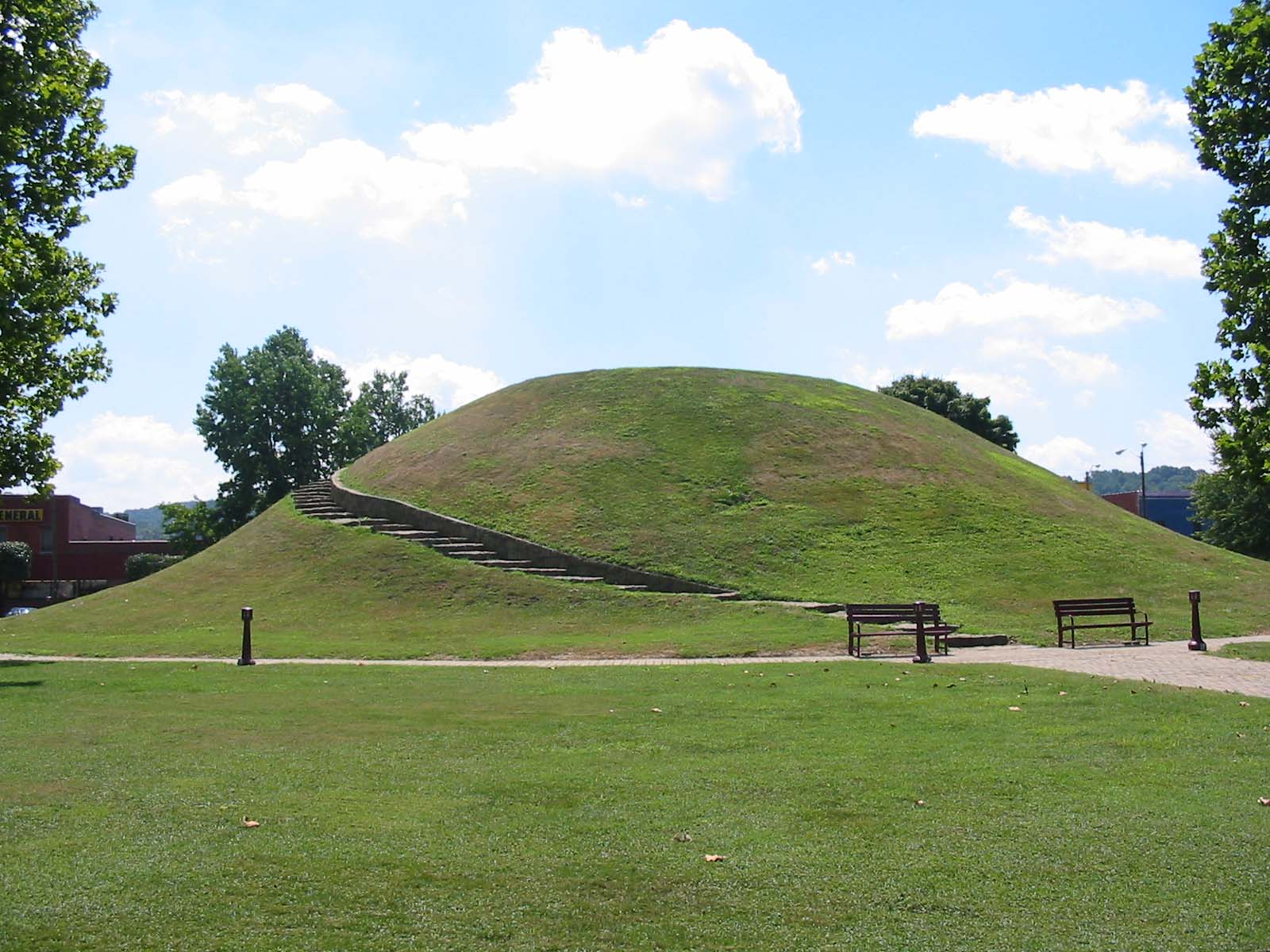
Criel Mound i West Virginia.
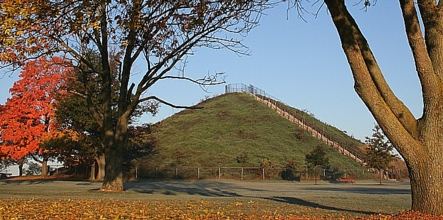
Miamisburg Mound i Ohio.
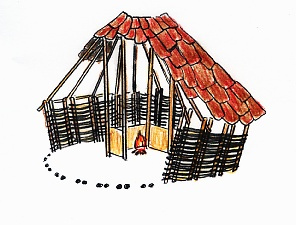
Hus från Adenakulturen.